# Etc.
Etc. is het eerste en enige verzamelalbum en tevens het laatste album van de Amerikaanse punkband Jawbreaker. Het bevat oude, niet eerder uitgegeven nummers en covers. Het album werd uitgegeven op 23 juni 2002 via Blackball Records, het platenlabel van de band zelf. De band Jawbreaker was in 1996 al opgeheven. In 2018 werd het album heruitgegeven.

## Nummers
1. "Shield Your Eyes" - 3:41
2. "Equalized" - 3:19
3. "Caroline" - 2:42
4. "Better Half" - 4:57
5. "Split" - 4:21
6. "Gutless" - 3:07
7. "With or Without U2" (meerdere covers van U2, Misfits en The Vapors) - 2:41
8. "Fantastic Planet" - 5:09
9. "Rich" - 2:54
10. "Peel It the Fuck Down" - 4:03
11. "Pretty Persuasion" (cover van R.E.M.) - 5:32
12. "Kiss the Bottle" - 4:35
13. "First Step" - 3:25
14. "Friends Back East" - 2:13
15. "Sea Foam Green" - 4:07
16. "Housesitter" - 3:42
17. "Into You Like a Train" (cover van The Psychedelic Furs) - 2:26
18. "Sister" - 4:12
19. "Friendly Fire" - 4:59
20. "Boxcar" - 1:53